# 번뇌걸즈
번뇌걸즈(일본어: 煩悩ガールズ)는 2005년 10월 18일 결성된 일본의 여성 가수 그룹이다. 멤버수 108명인 초대형 희귀 그룹으로, 그룹명은 불교의 108번뇌에서 유래되었다고 한다. 약 2달 반 정도 활동하다가 같은 해 12월 31일 전격 해산되었다.

## 그룹의 특징
- 대부분의 멤버는 모델 출신이며, 나머지는 트랜스젠더(8명)와 수 명의 AV배우가 포함되어 있다.
- 세계 가요계 역사상 유례가 없는 멤버 수로 기네스북에 등록신청이 된 상태다.
- 109번째 멤버(하야마 마유코)가 단기 아르바이트 사이트에서 405대 1의 경쟁률을 뚫고 모집되어 해산 11일전인 2005년 12월 20일 오다이바의 공연장에서 첫 선을 보인바 있다.
- 대부분은 그룹 해산과 동시에 본업으로 복귀하였으나, 몇 명은 일본 연예계에 진출하였다.
- 파격적으로 많은 멤버수 때문에 스포트라이트를 받을 수 있는 인원이 제한되어 있어 자리싸움 신경전이 치열했다고 한다.

## 멤버
1. 아이자키 요코
2. 아이자와 미호
3. 아소 유마
4. 아베 준코
5. 아라이 카요
6. 아라이 미유키
7. 아라이 유키
8. 이이다에 리카
9. 이에키 유카
10. 이케우치 쿠미코
11. 이시카와 노조미
12. 이시구치 유리
13. 이시쿠라 에이코
14. 이시자키 나오미
15. 이시즈카 마호
16. 이치야마 미도리
17. 이토 리에코
18. 이노우에 마리
19. 이노우에 루미
20. 이마나가 루이
21. 이마무라 후미에
22. 이와시타 유키
23. 우에노 마이
24. 우치다 아야코
25. 에미카
26. 엔도 히토미
27. 오타니 사토코
28. 오츠카 사토미
29. 오오야 아츠코
30. 오카다 케이코
31. 오카다 마나미
32. 오기와라 유코
33. 오자와 토모미
34. 카타히라 에미
35. 카츠키 유카
36. 카토 리즈
37. 카네미츠 이쿠에
38. 카와이 히로미
39. 카와구치 아미
40. 키다 토모코
41. 키타하라 사토코
42. 키타미 마이
43. 쿠사카리 카노
44. 고나이 토에코
45. 코바야시 마키
46. 코마이 유이
47. 코마리 마키
48. 사카타 히로미
49. 사토 마키
50. 사토 미츠미
51. 사와이 리카코
52. 사와다 에리코
53. 아마미야 아리카
54. 메두
55. 시마모토 카오리
56. 시미즈 유키코
57. 쇼무라 사치
58. 시라사키 마리
59. 지로쿠 마키
60. 스에무네 나오코
61. 스기야마 에리
62. 스즈키 요코
63. 세키네 쿠니코
64. 소마 마스미
65. 타카하시 노리에
66. 타카하시 마이
67. 타카하시 유미
68. 타키자와 사리
69. 타케자와 토모에
70. 타미야 사야카
71. 타무라 케이코
72. 츠지 아야
73. 토리고에 유키코
74. 나카가와 치사토
75. 나카쿠키 마이코
76. 나카자토 카오리
77. 니오카 시오리
78. 니히라 메구미
79. 노구치 치카
80. 하세가와 아이
81. 하세가와 아키코
82. 바바 카오리
83. 바바 케이코
84. 하마야마 치카
85. 하라타케 유코
86. 후나츠 카요
87. 호리키리 나오코
88. 혼다 에리코
89. 마에다 마이코
90. 마스다 에리카
91. 마스다 나츠미
92. 타카다 미나미
93. 마츠카와 아키코
94. 마츠모리 아키코
95. 미카미 시호
96. 미모리 아즈사
97. 미야 치에
98. 모리카와 레이
99. 야마구치 에리코
100. 야마구치 타에
101. 야마다 미호
102. 야마모토 미키
103. 요시다 키미에
104. 욘미
105. 로리
106. 와타나베 아키요
107. 마사키 미라
108. 마리아 우스미
109. 하야마 마호코 - 추가 멤버

## 싱글
- い・け・な・いルージュマジック (2005년 10월 8일) - 빅터 엔터테인먼트 발매

## 사진집
- 100+8 SEXY GIRLS FROM V.S.O.O.P 번뇌걸즈 밀봉 사진집 (2005년 11월 18일)

## DVD
- THE GREATEST HITS 번뇌걸즈 (2005년 12월 16일)

## 같이 보기
- 에비스★마스캇츠